# زووتوریا-کولونگا
زووتوریا-کولونگا (به لهستانی:  Złotoria-Kolonia) یک روستا در لهستان است که در گمینا خوروشچ واقع شده‌است.